# Downing Street
Downing Street is een straat in Londen, vooral bekend vanwege het adres 10 Downing Street, de ambtswoning van de Britse premier. 11 Downing Street is iets minder bekend, maar dat is het adres van de ambtswoning van de Britse minister van Financiën.
Downing Street ligt in het centrum van Londen en is een zijstraat van Whitehall, enkele minuten lopen vanaf de Houses of Parliament en Buckingham Palace. De straat is gebouwd door sir George Downing (1623-1684), militair en diplomaat onder Oliver Cromwell. In 1735 gaf koning George II het pand in gebruik aan premier Robert Walpole in zijn hoedanigheid van First Lord of the Treasury. Officieel is nog altijd de schatkistbewaarder bewoner van het huis. In de praktijk is de First Lord meestal dezelfde als de Prime Minister.
In de jaren zestig van de twintigste eeuw was Downing Street voor eenieder toegankelijk. Vanwege veiligheidsredenen is dat tegenwoordig (vanaf in elk geval 1989), niet meer mogelijk, en kan men de straat alleen bekijken vanaf Whitehall.